# Amsinckia carinata
Amsinckia carinata är en strävbladig växtart som beskrevs av Aven Nelson och Macbride. Amsinckia carinata ingår i släktet gullörter, och familjen strävbladiga växter. Inga underarter finns listade i Catalogue of Life.